# Eaton, Quận Clark, Wisconsin
Eaton là một thị trấn thuộc quận Clark, tiểu bang Wisconsin, Hoa Kỳ. Năm 2010, dân số của thị trấn này là 706 người.